# Yasmin Scott
Yasmin Scott (Perth, 29 de julio de 1982) es una actriz pornográfica y modelo erótica australiana.

## Biografía
Nació en julio de 1982 en la ciudad de Perth, capital del estado de Australia Occidental, en una familia con ascendencia alemana, rumana y judía. A los 19 años se trasladó a Sídney, donde comenzó a trabajar para el gobierno australiano como administrativa. Como expresó en entrevistas, aquel trabajo no era para ella, y comenzó a realizar en los turnos de noche sesiones como estríper en un club cercano. "Fue realmente aburrido y lo odié. Nunca encajé realmente. Empecé a hacer sesiones para el club de striptease para entretenerme, porque el trabajo me mataba por dentro [...] no estaba durmiendo porque tenía que ir a mi trabajo por las mañanas. No quise continuar, así que decidí y terminé entrando en la industria pornográfica a tiempo completo".
Además de trabajar como estríper, Yasmin también fue entrenadora personal. Tras abandonar su trabajo en la administración, y dejar a algo espontáneo el estriptis, debutó como actriz pornográfica en 2015, a los 33 años de edad.
Al igual que otras tantas actrices que comenzaron con más de treinta años en la industria, por su físico, edad y atributos fue etiquetada como una actriz MILF.
Fue Pet of the Month de la edición australiana de la revista Penthouse en dos ocasiones, en enero de 2014 y en abril de 2016.
Como actriz ha trabajado para productoras como Digital Playground, New Sensations, Private, Digital Sin, Filly Films, Reality Kings, CX Now, Evil Angel, Naughty America, Pure Passion o Kink.com, entre otras.
Ha aparecido en más de 160 películas como actriz.
Otras películas de su filmografía son Big Boobs, Dime Piece 2, Fill Me With Your Orgasm 5, Hotwife Bound 2, Manipulative Massage, Nacho's MILF Mayhem, Naughty Anal MILFS 5, Player, Pure Anal Pleasure 7 o Teens Vs Milfs 7.